# گراتس

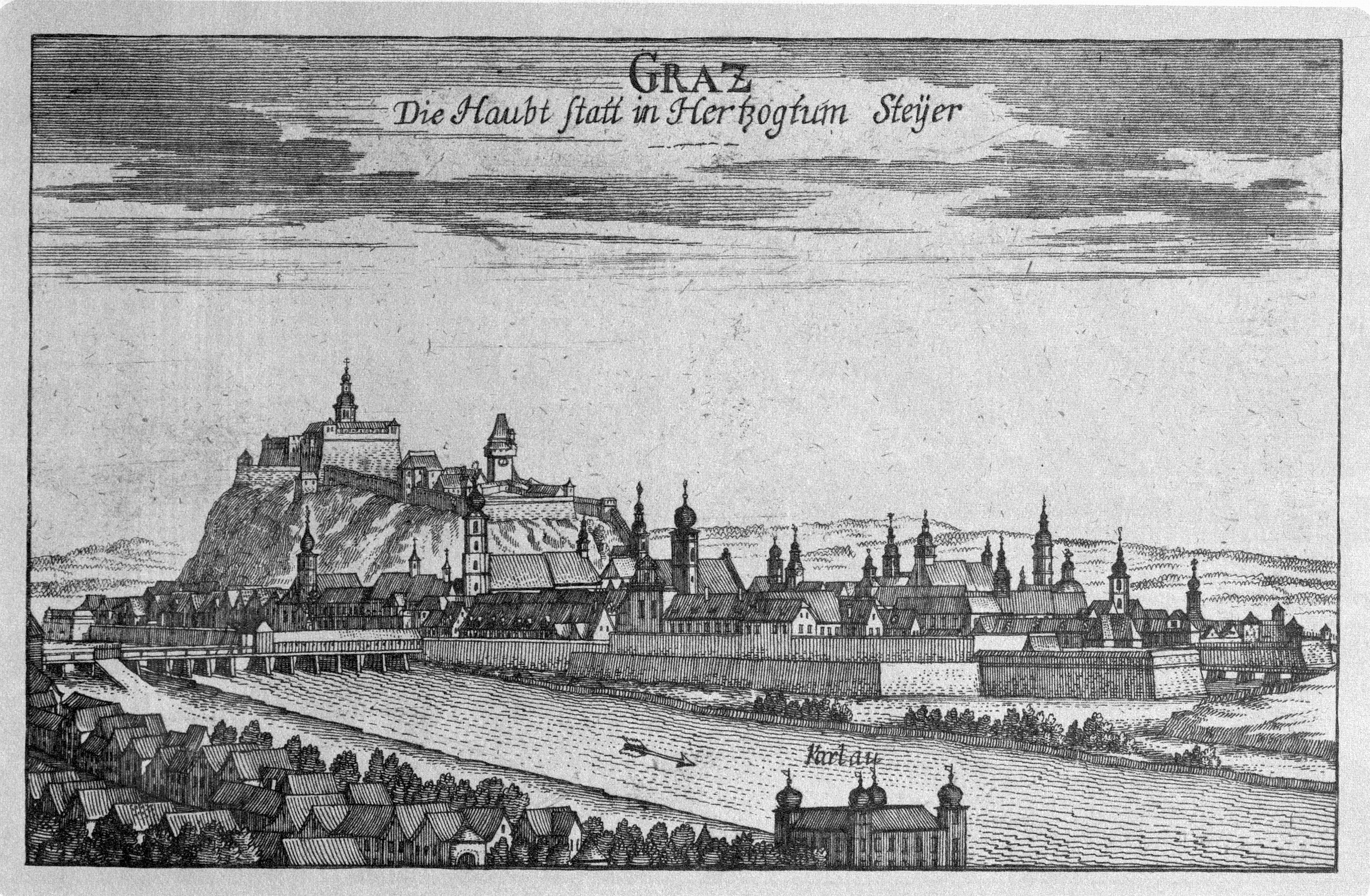
Graz, Georg Matthäus Vischer (1670)

گراتس (به آلمانی: Graz) دومین شهر بزرگ اتریش و پایتخت استان اشتایرمارک است.

## تاریخچه
قدیمی‌ترین سکونتگاه انسانی در محل گراتس امروزی به عصر مس برمی‌گردد.
با این‌حال این محل تا پیش از سده‌های میانه به‌طور پیوسته مسکونی نبوده‌است.
نام شهر و برخی یافته‌های باستان‌شناسی نمایانگر وجود یک دژ کوچک ساخته‌شده توسط اسلاوهای جنوبی (به‌ویژه اسلوونی‌ها) در محل است که بعدها تبدیل به برج و بارویی استوار شد.
واژهٔ اسلوونیایی گرادتز ('gradec') هم به معنی دژ کوچک است.
نام آلمانی گراتس نخستین بار در سال ۱۱۲۸ به‌کار رفت و در این دوره دوک‌های تحت فرمانروایی بابنبرگ این شهر را تبدیل به یک مرکز مهم بازرگانی نمودند.

## منابع

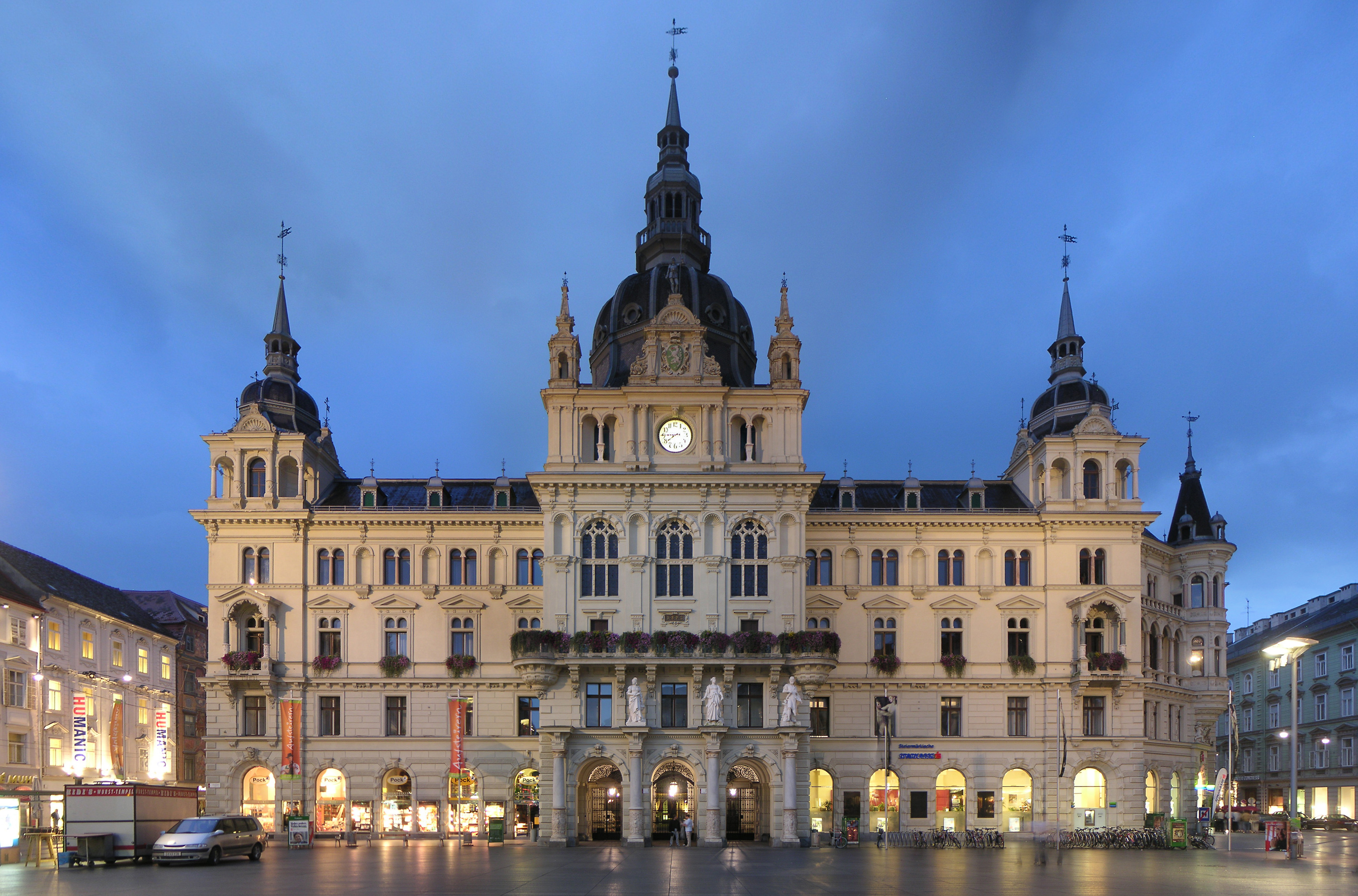
ساختمان فرمانداری شهر گراتس